# Kraftwerk Eglisau-Glattfelden
Das Kraftwerk Eglisau-Glattfelden, lokal auch als Kraftwerk Rheinsfelden oder Kraftwerk Rheinsfelden-Eglisau bezeichnet, ist ein Laufwasserkraftwerk am Rhein an der Grenze zwischen Deutschland und der Schweiz.

## Lage
Das Kraftwerk liegt etwa auf halbem Weg zwischen Eglisau und Hohentengen am Hochrhein bei Rheinsfelden (Gemeinde Glattfelden). Der Rückstau reicht etwa bis zur Mündung der Thur. Das Kraftwerk nutzt das Gefälle zwischen der Thur- und Glattmündung. Da der Rhein an dieser Stelle die Grenze zwischen Deutschland und der Schweiz bildet, liegt ein Teil der Anlagen auf deutschem Gebiet. Das Kraftwerksgebäude liegt auf der Schweizer Seite.

## Geschichte
Erste Studien zum Bau eines Kraftwerks in dieser Gegend gab es von 1900 bis 1910. Nachdem die Zürcher und Schaffhauser Elektrizitätswerke mit Zustimmung des Grossherzogtums Baden 1913 die Konzession für 80 Jahre erhalten hatten, begannen die Vorarbeiten. 1914 übernahm die Nordostschweizerische Kraftwerke AG die Konzession. Die Pläne für den Bau wurden von den Architekten Gebrüder Pfister erstellt. 1915 nahm man die Bauarbeiten in Angriff. Aufgrund des Aufstaus mussten entlang des Flusses zahlreiche Häuser geräumt werden. Im Eglisauer Ortsteil Oberriet wurden beispielsweise 15 von insgesamt 17 Gebäuden abgerissen. Auch die Strassenbrücke bei Eglisau musste neu errichtet werden. Da das Kraftwerk direkt an der Mündung der Glatt entstand, wurde diese durch einen Stollen in das Unterwasser des Kraftwerks umgeleitet. Dieser Stollen wurde am 16. Januar 1916 in Betrieb genommen. Das 114,5 Meter lange Stauwehr besitzt sechs Öffnungen mit je 15,5 Meter lichter Breite. Am deutschen Ufer wurde der erste, 18 Meter lange Bauabschnitt einer 12 Meter breiten Schleuse für die damals geplante Rheinschifffahrt gebaut. Das Kraftwerk lieferte am 15. April 1920 erstmals Strom. Das maximale Gefälle betrug 11 Meter und die Nutzwassermenge 390 m³/s. Entsprechend den Uferlängen bekam das Land Baden 8 %  der erzeugten Energie, 92 % standen den beiden Schweizer Kantonen zu.
Das Kraftwerk ist seit 1979 im Inventar der schutzwürdigen Objekte aufgeführt. Am 16. Dezember 1998 wurde eine neue Konzession erteilt, die seit dem 1. April 2002 in Kraft ist.
Im Rahmen einer Kraftwerkserneuerung wurden alle sieben Maschinengruppen ersetzt. Statt Francis- kommen nun Kaplanturbinen zum Einsatz. Bei einem Durchfluss von 500 m³/s leisten die neuen Turbinen zusammen 43,4 MW und produzieren jährlich im Mittel 318 GWh Strom. Die derzeitige Konzession endet am 31. Dezember 2046.
Ab 2015 wurde in rund zwei Jahren eine neue Fischtreppe auf der Schweizer Seite und ein Fischlift auf der deutschen Seite gebaut.